# Бежтинська мова
Бежтинська мова (самоназва бежкьалас миц) — мова бежтинців, належить до цезької (додойської) підгрупи Андо-Аваро-Цезькох групи нахсько-дагестанських мов.

## Ареал та чисельність
Розповсюджена в Цунтинському районі Дагестану (Росія) та в Кварельському районі Грузії.
Загальне число мовців сягає 8 тис. осіб з них 6,5 тис. в РФ (перепис 2002) та в Грузії 700 (оцінка 2006).

## Лінгвістична характеристика
Бежтинська мова разом з гунзибською мовою утворюють окрему гілку цезьких мов.
Мова має 3 діалекти: бежтинський, тлядальський та хошархотинський.
Для фонетики мови характерні умлаутировані голосні, сингармонізм та позиційний розподіл шиплячих/свистячих (в великій мірі виражено в тлядальському діалекті). Має 18 голосних звуків.
В морфології — багато словотвірних афіксів, близько 90 локативних форм, система аналітичних часів, причасні та дієприкметникові форми.
В лексиці велика кількість грузинських запозичень. На відміну від цезької мови, бежтинська має десятинну систему числівника.

## Писемність
Мова неписемна, однак 1990 року в місцевій аварськомовній газеті було опубліковано проектну бежтинську абетку на основі кирилиці:
А а, Аь аь, АӀ аӀ, АьӀ аьӀ, Аа аа, Б б, В в, Г г, Гъ гъ, Гь гь, ГӀ гӀ, Е е, Д д, Ё ё, Ж ж, З з, И и, ИӀ иӀ, Ии ии, Й й, К к, Къ къ, Кь кь, КӀ кӀ, Л л, Лъ лъ, ЛӀ лӀ, М м, Н н, О о, Оь оь, ОӀ оӀ, ОьӀ оьӀ, Оо оо, П п, ПӀ пӀ, Р р, С с, Т т, ТӀ тӀ, У у, Уь уь, УӀ уӀ, УьӀ уьӀ, Уу уу, Х х, Хъ хъ, ХӀ хӀ, Ц ц, ЦӀ цӀ, Ч ч, ЧӀ чӀ, Ш ш, Ъ ъ, Э э, ЭӀ эӀ, Ээ ээ.
Бежтиці послуговуються аварською як літературною.

## Виноски
1. ↑  Ethnologue entry for Bezhta
2. ↑  Ethnologue — 25, 19 — Dallas, Texas: SIL International, 1951. — ISSN 1946-9675
3. ↑   Халилов М. Ш. Кин цӀалилеб ва хъвалеб бежтӀадерил мацӀалда? // ЗахӀматалъе рецц, газ., за 29 серпня 1990 року